# Johanna Puff
Johanna Puff (Rosenheim, 2 de julio de 2002) es una deportista alemana que compite en biatlón. Ganó dos medallas de oro en el Campeonato Europeo de Biatlón de 2025, en las pruebas individual y de relevo.

## Palmarés internacional
| Campeonato Europeo | Campeonato Europeo | Campeonato Europeo | Campeonato Europeo |
| Año                | Lugar              | Medalla            | Prueba             |
| ------------------ | ------------------ | ------------------ | ------------------ |
| 2025               | Martello (Italia)  | Medalla de oro     | Individual         |
| 2025               | Martello (Italia)  | Medalla de oro     | Relevo             |